# Abdoulaye Soumaré
Ne doit pas être confondu avec Abdoulaye Koumaré.
Pour les articles homonymes, voir Soumaré.
Abdoulaye Soumaré est un militaire malien né le 12 janvier 1905 à Saint-Louis en Afrique-Occidentale française (actuel Sénégal) et mort le 2 octobre 1964 à Paris. Il est notamment connu pour avoir été le premier chef d’État-major de l’Armée malienne à la suite de l'indépendance du pays en 1960, et pour avoir, à ce titre, participé à la construction des forces armées maliennes.

## Biographie

### Jeunesse
Abdoulaye Soumaré naît le 12 janvier 1905 à Saint-Louis en Afrique-Occidentale française, dans l'actuel Sénégal. Il est le fils de Babacar Soumaré (administrateur civil) et de Diao N'Diaye (ménagère). Sa famille est originaire de la région de Kayes, dans l'actuel Mali,.
Il fait ses études en France, sortant diplômé de l'académie militaire de Saint-Maixent.

### Carrière militaire
Abdoulaye Soumaré s'engage dans l'Armée française en 1925, à l'âge de 20 ans, où il rejoint le 2e régiment de tirailleurs sénégalais.
D'abord affecté à Markala, dans le Soudan français, il arrive par la suite à Dakar comme attaché militaire du Haut-Commissaire de l’Afrique-Occidentale française (AOF)[réf. souhaitée].
En 1959, Abdoulaye Soumaré est nommé colonel de l’armée du Soudan français.
À la création de la Fédération du Mali en 1959, il est nommé chef d’État major des forces armées par le président Modibo Keïta (Soudanais). Cependant, le vice-président Mamadou Dia (Sénégalais) nomme le colonel Amadou Fall au même poste que lui, ce qui témoigne des tensions croissantes entre les camps soudanais et sénégalais. Les objectifs respectifs des deux militaires sont en outre opposés : Abdoulaye Soumaré souhaite réduire la dépendance militaire du pays vis-à-vis de la France, tandis qu'Amadou Fall s'oppose à cette initiative.
Le 20 août 1960, alors que la Fédération du Mali explose en deux États distincts, le Mali et le Sénégal, il est arrêté pour trahison et incarcéré pendant un mois. Il est ensuite extradé en France, où le gouvernement l'isole à Perpignan.
Quelques semaines plus tard, Modibo Keïta, premier Président de la République du Mali, demande officiellement à la France dans une lettre qu’Abdoulaye Soumaré puisse revenir servir l’armée malienne. Il réitère sa demande en personne quelque temps plus tard, lors d'un voyage officiel à Paris. Abdoulaye Soumaré est alors affecté comme coopérant militaire de la France auprès du gouvernement malien le 23 décembre 1960. Cependant, dès le 28 décembre, il est nommé chef d’État-major des armées du Mali, devenant le premier à occuper cette fonction. À cette occasion, il est également élevé au grade de général de brigade.

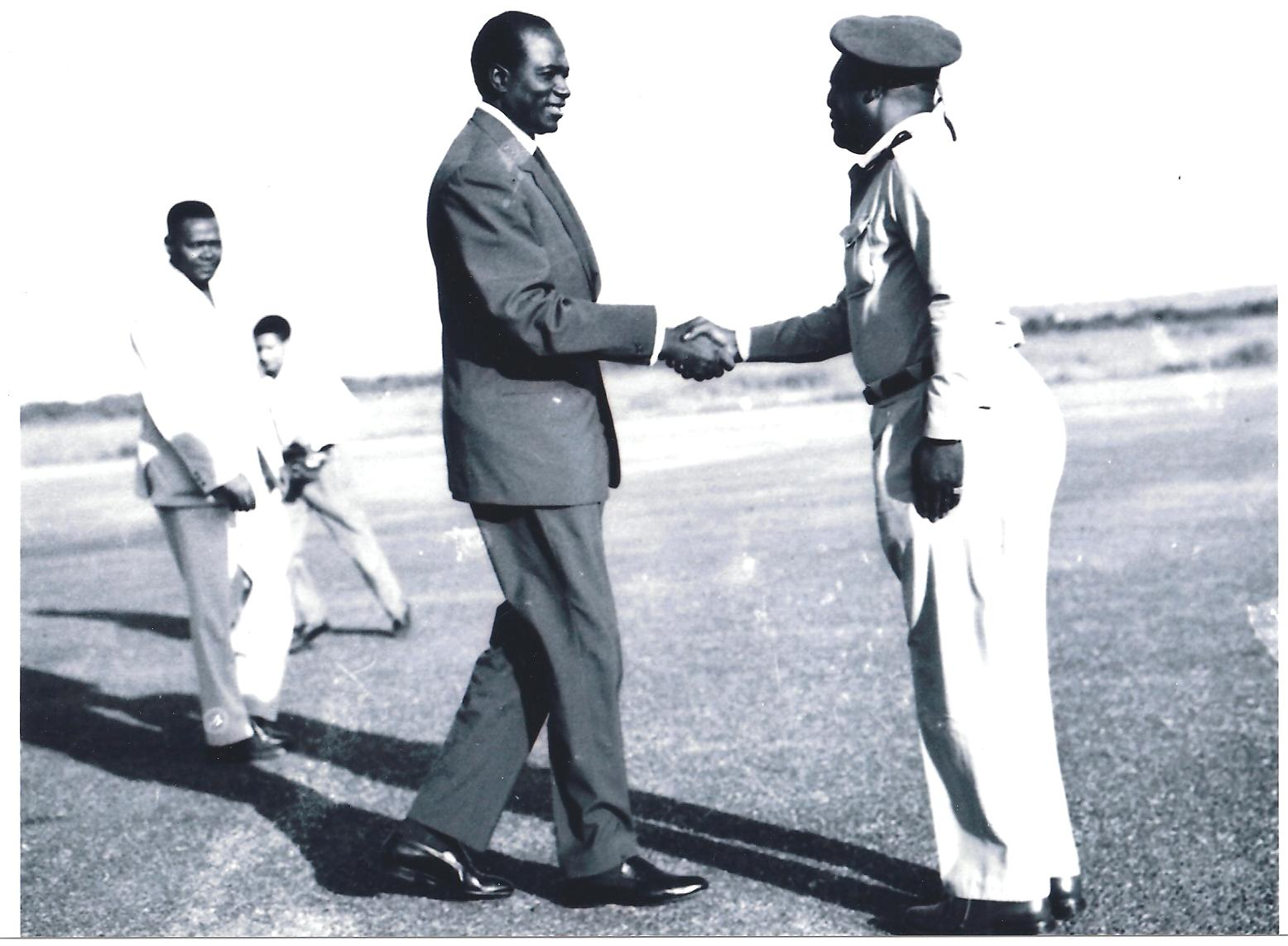
Le président Modibo Keïta accueilli par Abdoulaye Soumaré en 1963.

À partir de 1961, Abdoulaye Soumaré participe à la construction des forces armées maliennes, qu'il souhaite uniquement composées de Maliens. Il fait pour cela notamment appel aux soldats encore en poste en Algérie.

### Décès
Abdoulaye Soumaré meurt à l'âge de 59 ans le 2 octobre 1964, dans le 8e arrondissement de Paris (France),. Il est inhumé au cimetière de Saint-Louis, au Sénégal.

## Famille
Abdoulaye Soumaré est le père de plusieurs enfants. Sa fille aînée a épousé l'historien français Jean-Pierre Vallat. L'un de ses fils a également été le conseiller du président malien Amadou Toumani Touré, et travaille dans la diplomatie.

## Hommage
Un des navires fluviaux de la compagnie malienne de navigation (COMANAV), mis en service en 1964, est baptisé Général Abdoulaye Soumaré.
Le 20 janvier 2011, le président de la république Amadou Toumani Touré inaugure un monument à Bamako dédié au général Abdoulaye Soumaré.

## Galerie

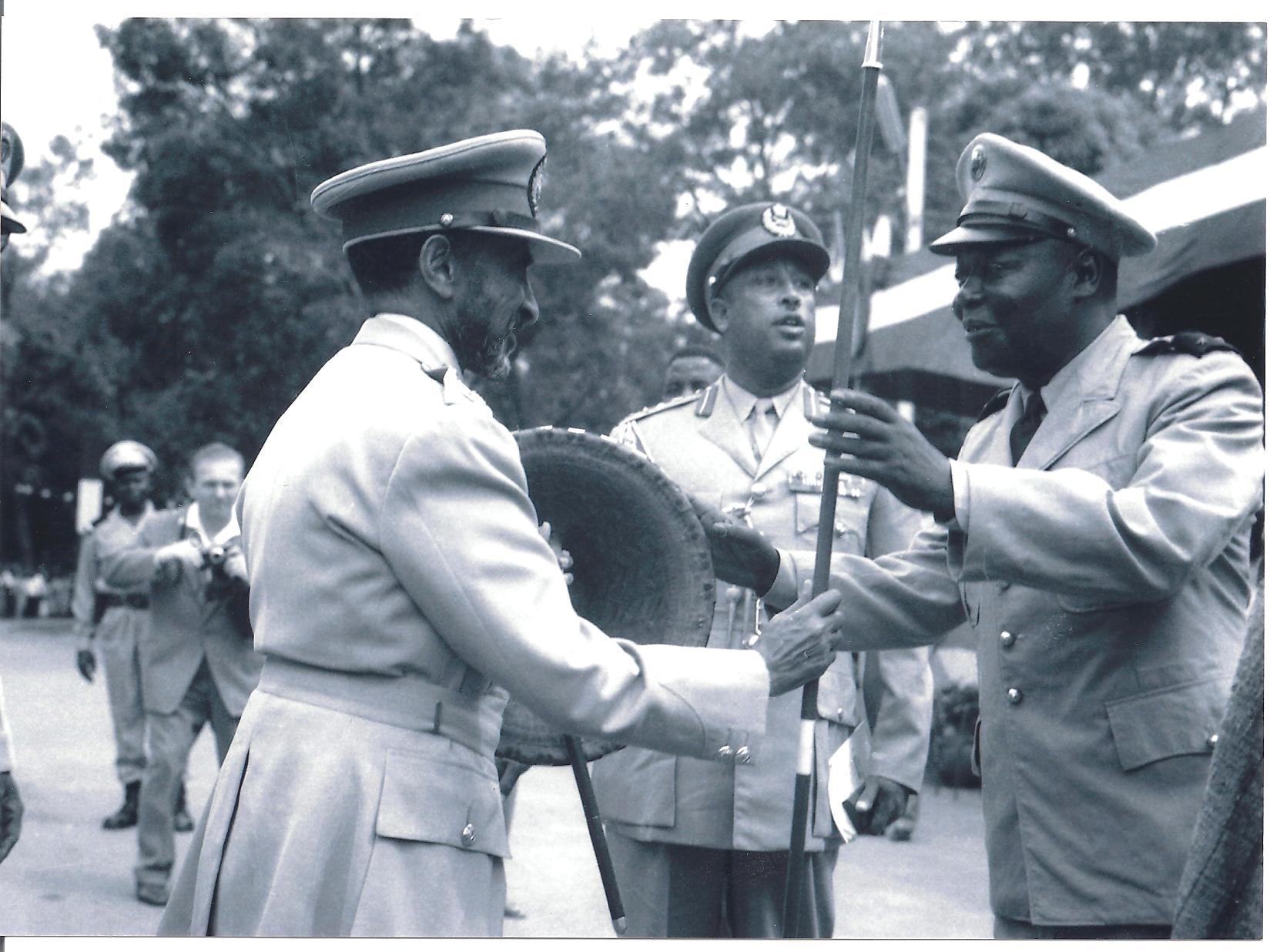
Soumaré et l'empereur d'Éthiopie Haïlé Sélassié Ier.
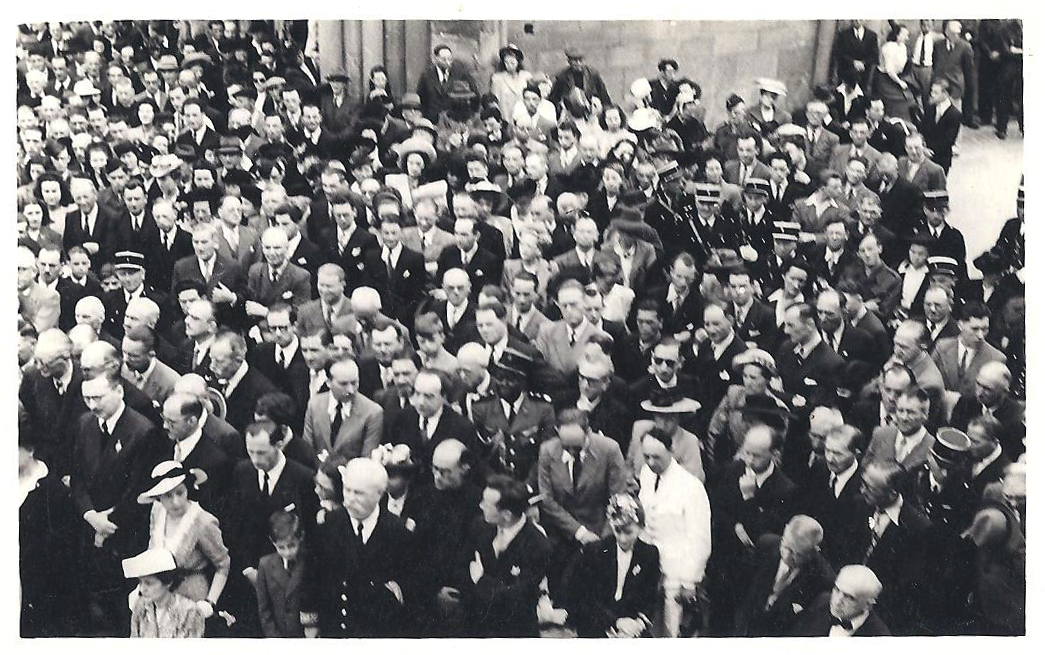
Soumaré ordonnance du ministre Marius Moutet en visite à Dinan en 1947.
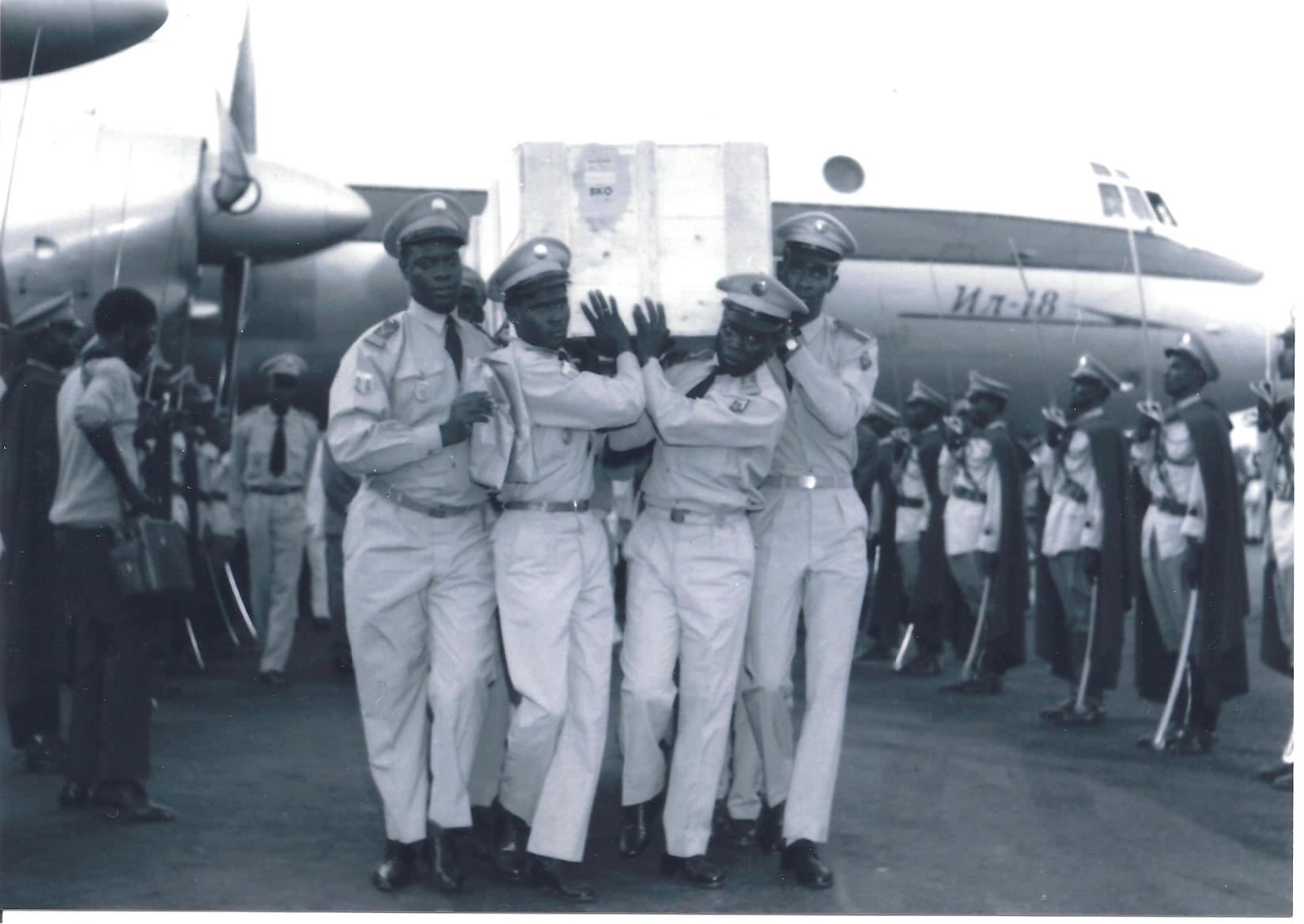
Arrivée de la dépouille de Soumaré à Bamako en 1964.